# Трускляй
Трускляй (м. Турксляй) — село, центр сельской администрации в Рузаевском районе. Население 820 чел. (2001), в основном мордва-мокша.
Расположен на р. Инсар, в 10 км от районного центра и железнодорожной станции Рузаевка. Название происходит от м. туркс «поперёк, наперерез» и ляй «река». Основан в 18 в. В «Списке населённых мест Пензенской губернии» (1869) Трускляй — деревня казённая из 41 двора (344 чел.) Инсарского уезда; в 1913 г. насчитывалось 88 дворов (507 чел.), в 1931 г. — 144 двора (749 чел.). В 1933 г. был создан колхоз «Мазы знамя», с 1973 г. — совхоз «Мазы знамя», с 2000 г. — ЗАО «Трускляйское». В современном селе — ГУП «Авангард»; средняя школа, детсад, библиотека, Дом культуры, медпункт, столовая, магазин. Трускляй — родина отличников народного образования РСФСР Т. И. Аросланкиной, М. А. Бояркиной, почётного работника общего образования РФ Г. И. Торгашова. С селом связана деятельность заслуженного учителя школы РСФСР Е. В. Бузаковой, отличников народного образования РСФСР Е. П. Есина, Т. Ф. Казейкиной, почётного работника общего образования РФ Т. А. Овечкиной. В Трускляйскую сельскую администрацию входят с. Инсар-Акшино (276 чел.), Пушкино (19), д. Михайловка (1), Старый Усад (112 чел.).

## Источник
- Энциклопедия Мордовия, В. П. Беляков.